# Église Saint-Jean-Baptiste de Saint-Jean-de-Tholome
L'église Saint-Jean-Baptiste est une église catholique française, qui est située en Haute-Savoie, sur la commune de Saint-Jean-de-Tholome.

## Histoire
La dédicace de l'église à Jean le Baptiste peut indiquer une origine relativement ancienne.
L'église actuelle a été construite entre 1866 et 1868. Elle a été reconstruite dans un style néo-gothique selon les plans de l'architecte Pompée.